# Lesley Roy
Lesley Roy (* 17. September 1986) ist eine irische Singer-Songwriterin. Sie hätte ihr Land mit dem Lied Story of My Life beim im März 2020 abgesagten Eurovision Song Contest 2020 in Rotterdam vertreten sollen. Sie trat stattdessen mit dem Lied Maps beim Eurovision Song Contest 2021 an.

## Leben
Roy wuchs in Balbriggan in der Nähe der irischen Hauptstadt Dublin auf. Ihre Mutter war als Sängerin tätig. Im Alter von sieben Jahren begann sie, Gitarre zu lernen. Mit 15 Jahren spielte sie ihre ersten Demos ein. Im Jahr 2008 veröffentlichte Roy ihr von Max Martin produziertes Debütalbum Unbeautiful beim Plattenlabel Jive Records. Später ging sie als Songwriterin nach New York City, wo sie unter anderem Lieder für Sänger wie Adam Lambert, Jana Kramer, Medina und Deorro schrieb. Mit Deorro trat sie beim Coachella-Festival auf. Gemeinsam mit Jeff Johnson moderiert sie den Podcast Pop Kitchen, in dem sich die beiden über Popmusik unterhalten.

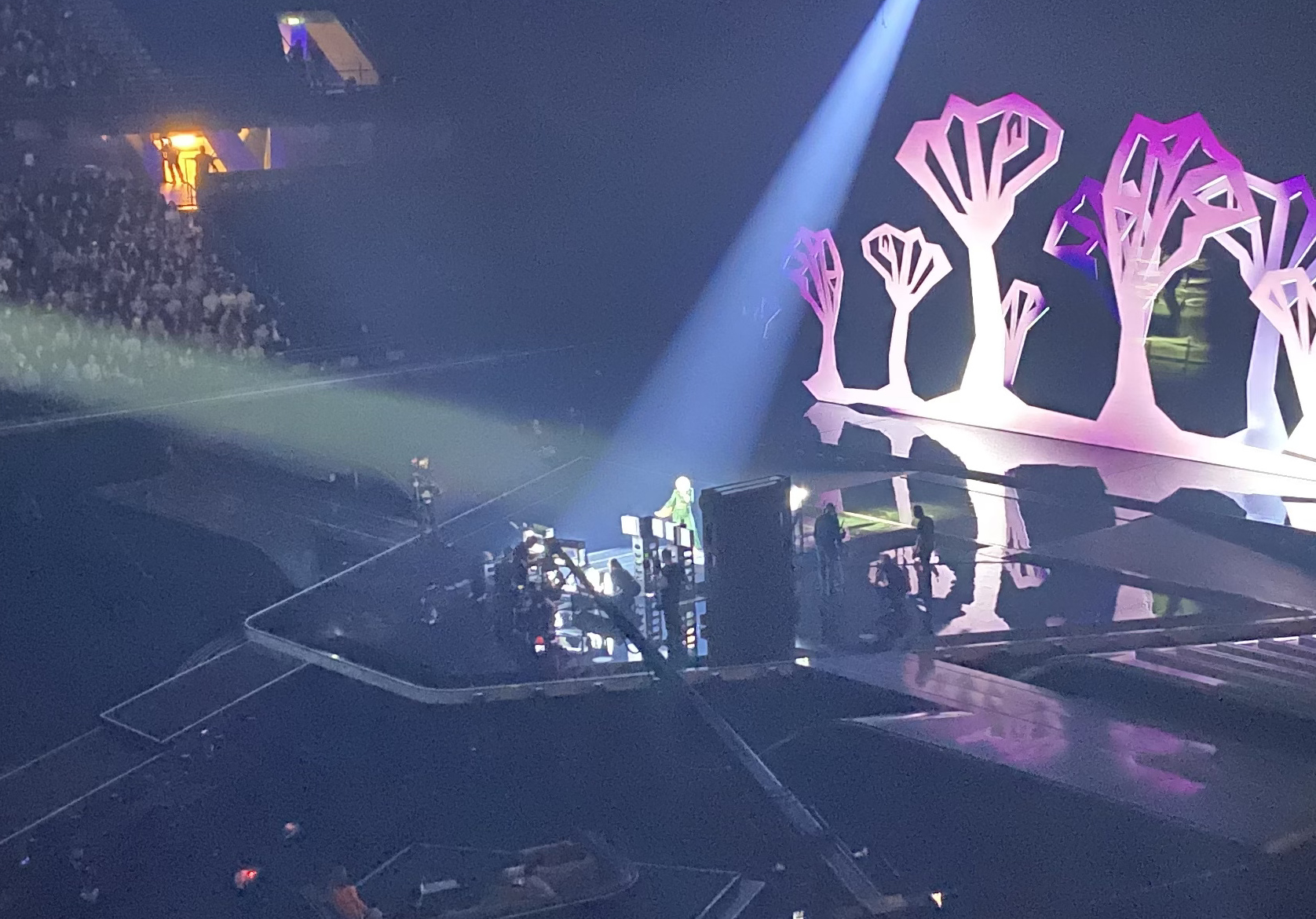
Lesley Roys Auftritt mit Maps in der Jury-Show des ersten Halbfinales

Am 5. März 2020 gab der irische Rundfunksender Raidió Teilifís Éireann (RTÉ) bekannt, dass sie Irland beim Eurovision Song Contest 2020 vertreten werde. Sie hätte dabei das Lied Story of My Life gesungen, das sie gemeinsam mit Robert Marvin, Catt Gravitt und Tom Shapiro in Nashville schrieb. Am 18. März 2020 wurde der Wettbewerb aufgrund der COVID-19-Pandemie abgesagt. Der irische Sender RTÉ erklärte daraufhin, der Sängerin grundsätzlich erneut eine Teilnahme ermöglichen zu wollen, die endgültige Entscheidung aber erst getroffen werde, wenn Roy ein Lied vorlegt. Roy zog in der Zeit nach dem eigentlichen Termin der 2020er-Ausgabe des Eurovision Song Contest zurück nach Irland und begann mögliche Beiträge für eine erneute Teilnahme zu schreiben. Am 17. Dezember 2020 gab RTÉ bekannt, dass Roy für 2021 als Vertreterin Irlands ausgewählt wurde, das Lied aber erst später veröffentlicht werde. Die Veröffentlichung ihres Beitrags Maps erfolgte schließlich am 26. Februar 2021. Roy schied auf Platz 16 im ersten Halbfinale des im Mai 2021 abgehaltenen Contests aus.
Im Dezember 2010 heiratete sie eine US-Amerikanerin.

## Diskografie

### Alben
- 2008: Unbeautiful

### Singles
- 2005: There’ll Be Angels[14]
- 2008: Unbeautiful
- 2008: I’m Gone, I’m Going
- 2020: Story of My Life
- 2020: Gold
- 2021: Maps
- 2021: I’ll Be Fine